# Hymedesmia curacaoensis
Hymedesmia curacaoensis är en svampdjursart som beskrevs av van Soest 1984. Hymedesmia curacaoensis ingår i släktet Hymedesmia och familjen Hymedesmiidae. Inga underarter finns listade i Catalogue of Life.